# Joseph Genelli
Johann Franz Joseph Genelli (* 1724 in Hombourg bei Aubel; † 11. Juli 1792 in Berlin) war ein deutscher Zeichner, Maler und Kunststicker italienischer Abkunft.

## Biografie
Joseph Genellis Vater, der Maurermeister Buonaventura Christoph Genelli (gest. 1749 in Kopenhagen), war aus Italien nach Deutschland eingewandert, hatte im November 1718 in Aachen die deutsche Bürgerin Maria Margaretha Vincentz geheiratet und war dann nach Homburg bei Aubel gezogen. Dort wurden 1722 Josephs älterer Bruder, Johann Christoph, der später Maurer in Thorn, Marienburg und Danzig war, und 1724 Joseph geboren. Nachdem die Familie wahrscheinlich 1724 nach Aachen zurückgekehrt war, zog sie 1730 nach Kopenhagen. Joseph Genelli lernte dort das Zeichnen und unterrichtete in diesem Fach später an der Akademie. Vom Königlich Dänischen Hofe erhielt er bis zum Tod des Königs Christian VI. (1746) eine Pension. Er reiste darauf nach Holland, Frankreich und Italien. Nach seiner Rückkehr wollten einige Damen die Tapisserie en petits points von ihm lernen. So legte er sich auf die Stickerei, die er zu einem seltenen Grad der Vollkommenheit brachte.
1767 trat er in Wien in die Dienste der Kaiserin Maria Theresia und war als Mitglied der Akademie künstlerisch tätig. 1774 berief ihn Friedrich der Große nach Berlin und ernannte ihn zum Hofsticker. Laut Friedrich Nicolai vereinigte er „die Kunst des Stickers mit dem Talente des Mahlers; er machte wahre Gemälde mit der Nadel, welche man, in einiger Entfernung, für Werke des Pinsels hält.“ Von 1786 bis 1792 war er Ehrenmitglied der Preußischen Akademie der Künste in Berlin. Verheiratet war er mit Katharina Elisabeth Hartmann und hatte die Söhne Janus, Hans Christian und Friedrich, die alle eine künstlerische Laufbahn einschlugen.